# Poltrona Frau
Poltrona Frau ist ein italienischer Möbelhersteller mit Sitz in Tolentino. 

## Geschichte
Poltrona Frau wurde 1912 von dem aus Cagliari stammenden Renzo Frau in Turin gegründet. Ab 1926 war die Firma Hoflieferant der Italienischen Königsfamilie, der Savoy-Dynastie. Im selben Jahr starb Renzo Frau im Alter von nur 45 Jahren, und die Witwe Savina Pisati übernahm die Leitung des Unternehmens. In dieser Zeit lieferte die Marke die Einrichtung vieler wichtiger Grand Hotels, die Innenausstattung für die Expo Turin 1928 und des luxuriösen Überseedampfers Rex, der den ganzen Stolz der Italienischen Schifffahrt darstellte. 1941 übergab Savina Pisati die Leitung des Unternehmens an ihren Schwiegersohn Roberto Canziani. 

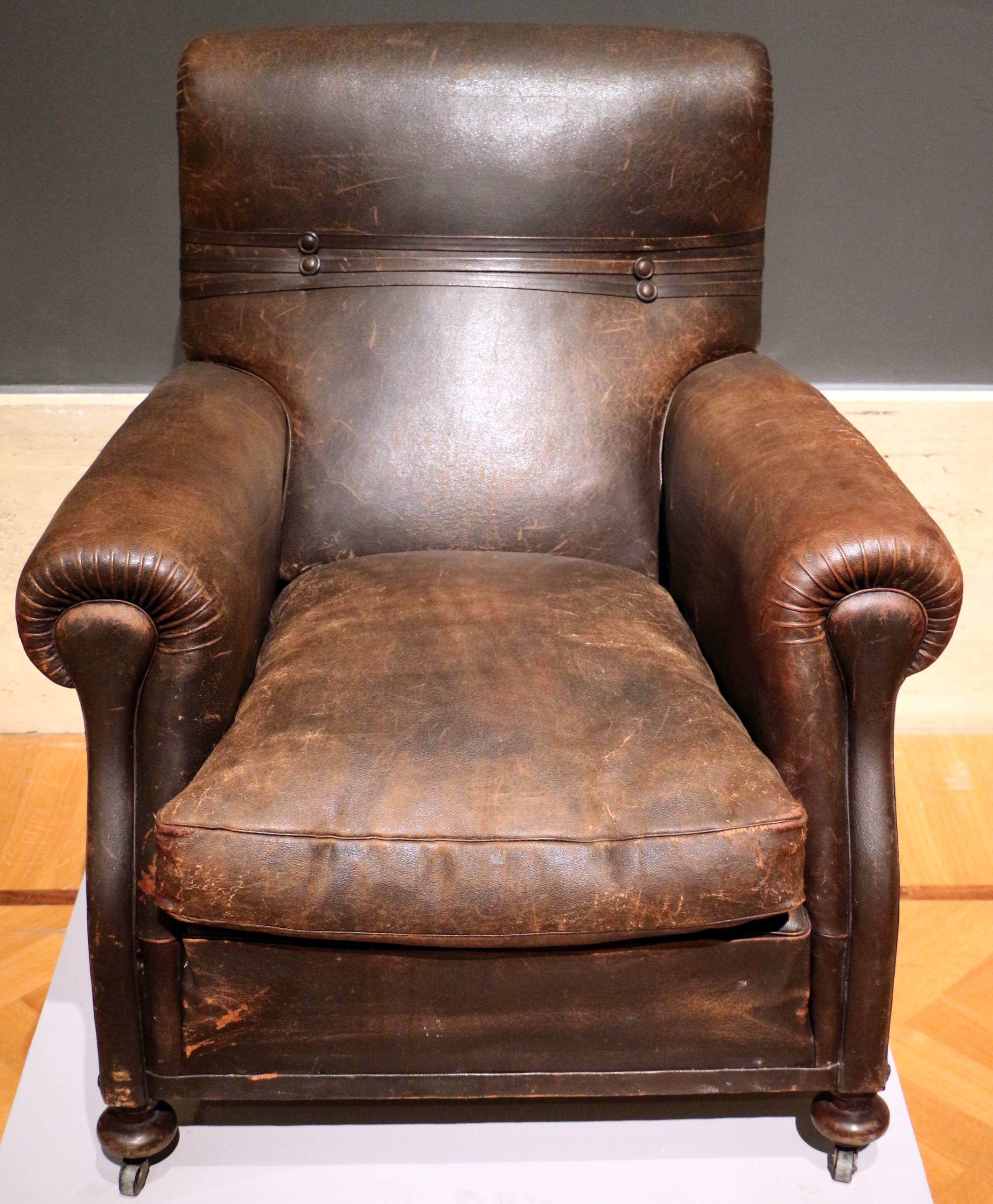
Modell 177 von 1915

1962 übernahm die Gruppe Nazareno Gabrielli das Unternehmen, die Leitung wurde Franco Moschini übertragen und der Firmensitz wurde nach Tolentino in der Region Marken verlegt. 1965 entwarf Gio Ponti den Dezza-Sessel, der in Genua mit dem Tecnhotel-Preis ausgezeichnet wurde. Zwei Jahre später begann er die Zusammenarbeit mit Luigi Massoni, der die Rolle des Art Director innehatte und 1968 Lullaty entwarf, ein Allround-Bett. 1970 wurde die Neugestaltung der Marke von Mimmo Castellano durchgeführt. In den 1980er Jahren arbeiteten Pierluigi Cerri, Marco Zanuso, Lella und Massimo Vignelli mit dem Unternehmen zusammen.
Im Jahr 1990 kam es zu einem erneuten Eigentümerwechsel. Das Unternehmen wurde von Franco Moschini übernommen, der die Internationalisierung stark vorantrieb. 1992 wurde der erste Flagship-Store in New York (Stadtteil Soho) eröffnet, im selben Jahr erschien der Vanity-Fair-Sessel im Film Bodyguard von Mick Jackson. 1996 wurden das Piccolo Teatro in Mailand und das Europäische Parlament in Straßburg eingerichtet. 2001 übernahm Moschini die Thonet Wien und 2004 die Marke Gufram. Gufram blieb, nach dem Rückkauf durch Sandra Vezza und ihrem Sohn Charley, bis 2011 bei der Poltrona-Frau-Gruppe. 2003 beteiligte sich der Private-Equity-Fonds Charme Investments am Kapital von Poltrona Frau (zunächst 30 %, danach werden es 60 % sein), Hauptaktionär ist die Familie von Luca Cordero di Montezemolo. Im Jahr 2004 erwarb das Unternehmen die italienischen Möbelhersteller Cappellini und Cassina, und formierte mit den drei Marken die Poltrona-Frau-Gruppe.
2010 schuf die Firma die Sitze für die Walt Disney Concert Hall in Los Angeles. Im Jahr 2011 brachte das Unternehmen ein 13.000 US-Dollar teures Sofa auf den Markt, das vom französischen Architekten und Designer Jean-Marie Massaud entworfen wurde und als Hommage an John F. Kennedy, Jr. das John-John-Sofa genannt wurde. 2012 folgte John-John Read. Im Jahr 2013 entwarf und produzierte das Unternehmen 600 Sitze für den VIP-Bereich der Corinthians Arena in Sao Paulo, Brasilien. Wenngleich auch die Bestuhlung von Veranstaltungsräumen schon länger zum Kerngeschäft gehörte, war dies das erste Mal, dass das Unternehmen Sitze für ein Fußballstadion herstellte. Auch die Sessel der im Jahr 2017 eröffneten Hamburger Elbphilharmonie von Herzog & de Meuron wurden von Poltrona Frau nach einem Entwurf der Architekten realisiert.
Im Februar 2014 erwarb das amerikanische Unternehmen Haworth, mit Sitz in Holland, Michigan, 58,6 % des Kapitals von Poltrona Frau, von Charme Investments (51,3 %) und von Moschini (7,3 %) für einen Betrag von 243 Millionen Euro (2,96 Euro pro Aktie). Die 1948 gegründete und vom Italiener Franco Bianchi geführte Haworth Inc. startete daraufhin ein Pflichtübernahmeangebot, um die Aktien von der Börse zu nehmen und zahlte für die Übernahme insgesamt 415 Millionen Euro.
Das Unternehmen fertigt mittlerweile auch Flugzeugausstattungen und beliefert Automobilhersteller, so werden Echtlederausstattungen für Ferrari, Maserati und Bugatti erzeugt, aber auch für einzelne Ausstattungsreihen der Marken Alfa Romeo, Audi, BMW, Fiat, Lancia und Volkswagen. Auch die Sitze der Hochgeschwindigkeitszüge des Unternehmens Italo wurden von Poltrona Frau geliefert.